# Набойченко, Пётр Порфирьевич
Пётр Порфи́рьевич Набо́йченко (1925—1944) — участник Великой Отечественной войны, пулемётчик [12-го гвардейского стрелкового полка 5-й гвардейской стрелковой дивизии 11-й гвардейской армии 3-го Белорусского фронта, гвардии ефрейтор, Герой Советского Союза.

## Биография
Пётр Порфирьевич родился 22 июня 1925 года в селе Лёдное (ныне в черте города Харьков) в семье крестьянина. Украинец. После окончил 6 классов школы, работал в колхозе. В августе 1943 года в возрасте 18 лет был призван Харьковским райвоенкоматом в ряды Красной Армии.
14 июля 1944 года гвардии ефрейтор Набойченко в составе 12-го гвардейского стрелкового полка 5-й гвардейской стрелковой дивизии 11-й гвардейской армии начал форсировать реку Неман севернее деревни Меречь (ныне Мяркине, Алитусский уезд Литвы).
Одним из первых пулемётчик Набойченко на небольшом плоту с группой бойцов под сильнейшим перекрёстным огнём противника переправился на другой берег. Там, укрепившись, Петр Набойченко стал пулемётным огнём прикрывать переправу батальона.
В течение долгого времени огневая точка Набойченко отбивала атаку за атакой противника, обеспечивая переправу через Неман подразделений полка.
В этом бою гвардии ефрейтор Набойченко погиб. Благодаря его геройским действиям полк успешно переправился через реку и захватил плацдарм на его правом берегу.
Пётр Порфирьевич Набойченко похоронен в городе Друскининкай (Литва).

## Награды
Указом Президиума Верховного Совета СССР от 24 марта 1945 года за мужество, отвагу и героизм, проявленные в борьбе с немецко-фашистскими захватчиками, гвардии ефрейтору Набойченко Петру Порфирьевичу посмертно присвоено звание Героя Советского Союза.
Награждён орденом Ленина.

## Память
- Приказом Министра Обороны СССР от 29 января 1957 года гвардии ефрейтор Набойченко Пётр Порфирьевич навечно зачислен в списки гвардейского стрелкового полка.
- Именем П. П. Набойченко названа улица в городе Гвардейск Калининградской области.
- Именем П. П. Набойченко названа улица в городе Харькове.
- Его имя носит школа № 22 в городе Харькове, в которой создан музей Героя.
- Школа № 92 в Харькове носит имя Петра Набойченко[1].
- Большой портрет на одном из домов в Харькове.